# 앨리사 화이트 글루즈

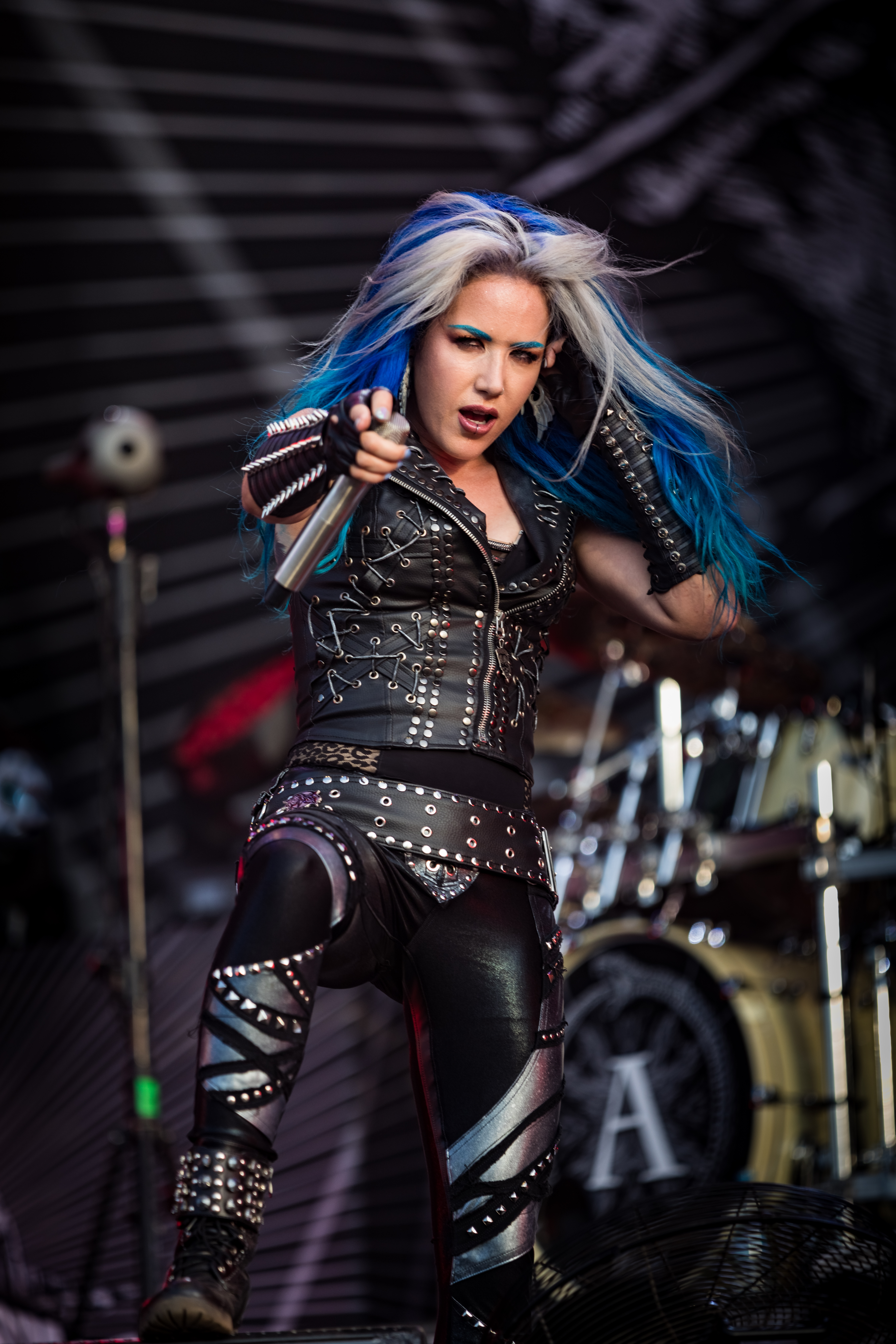
2018년 바켄 오픈 에어에서 공연 중인 모습

앨리사 화이트 글루즈(Alissa White-Gluz, 1985년 7월 31일 ~ )는 캐나다의 가수이자 스웨덴의 멜로딕 데스 메탈 밴드 아치 에너미의 리드 보컬리스트이자 캐나다의 메탈코어 밴드 더 아고니스트의 설립 멤버이자 전 리드 보컬리스트이다. 보컬 스타일은 그로울링과 깨끗한 보컬이다.
멜로딕 데스 메탈, 메탈코어와 주로 결합하면서 파워 메탈, 심포닉 메탈, 데스코어 밴드(특히 카멜롯 (밴드), 파워울프 등)들을 위한 게스트 보컬리스트로 참여하고 있다. 나이트위시와 타자 투루넨과 함께 라이브 공연을 하기도 했다.

## 디스코그래피

### The Agonist
- 2007 – Once Only Imagined
- 2009 – Lullabies for the Dormant Mind
- 2011 – The Escape (EP)
- 2012 – Prisoners

### Arch Enemy
- 2014 – War Eternal
- 2017 – As the Stages Burn!
- 2017 – Will to Power
- 2019 – Covered in Blood
- 2022 - Deceivers